# Крингу (Телеорман)
Крингу (рум. Crângu) — село у повіті Телеорман в Румунії. Входить до складу комуни Крингу.
Село розташоване на відстані 104 км на південний захід від Бухареста, 24 км на південний захід від Александрії, 113 км на південний схід від Крайови.

## Населення
За даними перепису населення 2002 року у селі проживали 1199 осіб.
Національний склад населення села:
| Національність | Кількість осіб | Відсоток |
| -------------- | -------------- | -------- |
| румуни         | 1000           | 83,4%    |
| цигани         | 199            | 16,6%    |

Рідною мовою назвали:
| Мова      | Кількість осіб | Відсоток |
| --------- | -------------- | -------- |
| румунська | 1090           | 90,9%    |
| циганська | 109            | 9,1%     |